# Macropelopia amplituberculata
Macropelopia amplituberculata är en tvåvingeart som beskrevs av Hazra och Chaudhuri 2001. Macropelopia amplituberculata ingår i släktet Macropelopia och familjen fjädermyggor.
Artens utbredningsområde är West Bengal (Indien). Inga underarter finns listade i Catalogue of Life.